# Камара, Зумана
Зумана́ Камара́ (фр. Zoumana Camara; 3 апреля 1979, Коломб, О-де-Сен, Франция) — французский футболист, защитник. Известен по выступлениям за французский клуб «Пари Сен-Жермен». По окончании сезона 2014/15 завершил карьеру игрока.

## Клубная карьера
Зумана родился в городе Коломб, О-де-Сен. Дебютировал в профессиональном футболе в 17 лет, играя за «Сент-Этьен» в Лиге 2 в течение двух сезонов. Летом 1998 года он был куплен «Интернационале» и отправился в Италию, но успел появиться только в матчах Кубка Италии и дважды уходя в аренду: пять месяцев в клубе «Эмполи» (вылетевший впоследствии из Серии А), и один сезон на родине в «Бастии», где помог корсиканцам закончить сезон на 10-м месте в Лиге 1.
В сезоне 2003/04 игрока арендовал клуб «Лидс Юнайтед», который выиграл матч со счётом 3:2 в Миддлсбурге в августе 2003. Летом 2007 года он подписал четырёхлетний контракт с «Пари Сен-Жермен».
В сборной Франции он сыграл лишь один матч 1 июня 2001 года в матче Кубка конфедераций, в стартовом составе в матче второго группового этапа против Австралии.
В сезоне 2014/15 Камара завершил карьеру футболиста.

## Достижения
- Чемпион Лиги 1: 2013/14, 2014/15
- Обладатель Кубка французской лиги: 2013/14
- Обладатель Суперкубка Франции: 2013/14